# 聖塔倫區
聖塔倫區 （葡萄牙語：Distrito de Santarém，葡萄牙語：[sɐ̃tɐˈɾɐ̃j̃] ⓘ）是葡萄牙中部內陸的一個區。面積6,747平方公里，人口475,344人 （2001年）。首府聖塔倫，下分21市镇。

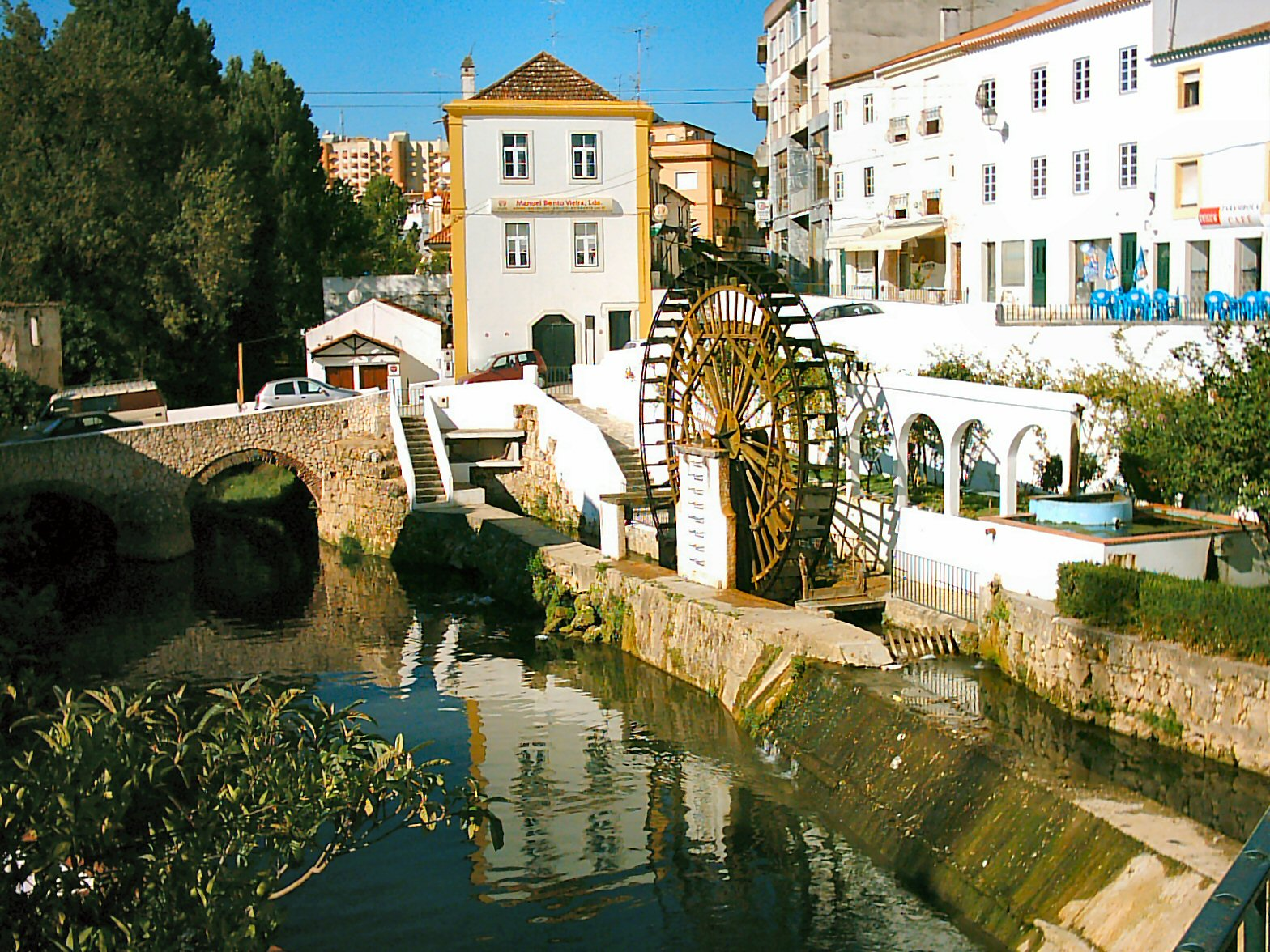
聖塔倫區新托里什市的水車